# Diocesi episcopale di Porto Rico
La diocesi di Porto Rico (in latino: Dioecesis de Portus Dives) è una sede della Chiesa Episcopale situata nella regione ecclesiastica Provincia 9. Nel 2010 contava 5.742 battezzati. È attualmente retta dal vescovo Wilfrido Ramos-Orench.

## Territorio
La diocesi comprende lo stato di Porto Rico (Stati Uniti).
Sede vescovile è la città di San Juan, dove si trova la cattedrale di San Giovanni Battista (Catedral San Juan Bautista).
Il territorio si estende su 9.104 km² ed è suddiviso in 50 parrocchie.